# Хлоповский сельский совет
Хлоповский сельский совет (укр. Хлопівська сільська рада) — входит в состав
Гусятинского района
Тернопольской области
Украины.
Административный центр сельского совета находится в 
с. Хлоповка.

## Населённые пункты совета
- с. Хлоповка